# Kisa kommunala realskola
Kisa kommunala realskola var en kommunal realskola i Kisa verksam från 1948 till 1968.

## Historia
Skolan bildades som en högre folkskola som 1948 ombildades till en kommunal mellanskola vilken ombildades till kommunal realskola 1 juli 1952
Realexamen gavs från 1948 till 1968.
Skolbyggnaden uppförd 1914 användes efter realskolan av Stjärneboskolan, som lämnade den 2014